# Država (Platon)
Država (лат. De Republica) je jedan od najvažnijih dijaloga grčkog filozofa Platona. U ovom Platonovom delu prikazana su najvažnija Platonova razmišljanja o državi, ali i o etici i umetnosti, kao idealističkog utopiste. Platonov idealizam slikovito pokazuje čuveni mit o pećini u VII knjizi "Države".
Platonova država je idealistička iz razloga što ona ne postoji već treba da bude produkt svesne delatnosti ljudi. Za razliku od svog dela Zakoni u "Državi" Platon traga za apsolutno najboljom državom, i u ovome leži utopistička kategorija "Države". Za Platona društveni poredak idealne države čine tri klase: filozofi, vojnici i proizvođači (zanatlije i zemljoradnici). Filozofi su ujedno i upravljači države, vojnici su čuvari, a robovi su proizvođači. Platon je uočio da privatna svojina kvari čoveka, pa je odlučio da prve dve klase ne mogu posedovati privatno vlasništvo. Veoma važna činjenica za funkcionisanje ovakve države leži u Platonovom konceptu pravde, odnosno pravednosti koja traži da:" Svako radi svoj posao". 
Po Platonu etički ideal je postići vrlinu, a ona se zasniva na znanju. To je težnja ka ideji dobra kao vrhunskoj vrednosti. Ideja dobra se ne može ostvariti samo u pojedincu nego istovremeno u zajednici, odnosno u državi. Radi toga filozofi treba da imaju vrlinu koja se zasniva na znanju, a vojnici da poseduju vrlinu hrabrosti.

## Kritika koncepta Platonove države
Za Platonovu državu se može reći da je temeljni regulator svih delatnosti u njoj, i da je ona intersubjektivna kategorija. Njeno funkcionisanje nije zavisno od subjektivne želje pojedinca. Upravo radi toga Karl Poper za koncept Platonove države kaže da nije samo totalan nego i totalitaran, jer ne postoji ni autonomija društva ni autonomija pojedinca u odnosu na samu državu.

## Razlika između Platonove i Aristotelove države
Platon je u svojoj "Državi" pokušao da formuliše apsolutno najbolju državu, dok je Aristotel tvrdio da ne postoji apsolutno najbolja država već samo relativno najbolja država u odnosu na postojeće stanje. Platonova idealna država ima tri staleža (filozofi, vojnici, robovi), dok Aristotelova ima dva staleža i to: upravljački stalež i stalež robova. Aristotel je pogrešno formulisao početnu premisu o robovima, a to je da su oni takvi po svojoj prirodi, dok su u stvarnosti oni takvi zato što ih takvim čini društvo. U samoj toj tvrdnji Aristotel je formulisao i rasnu teoriju društva.
Aristotel je bio realniji od Platona iz razloga što se zalagao za državu po uzoru na Atinu. On je proučavao postojeće ustave grčkih država i iz njih izvlačio zaključke. Aristotel je, takođe, državu prikazivao u organicističkom obliku.

## Detaljnija analiza dela
Platonovo delo je sastavljeno od 10 delova, odnosno knjiga. Bertrand Rasel prepoznaje tri dela Države:
- U I-V knjigama, Sokrat vodi raspravu o pravičnosti. Predstavljena je utopija idealnog društva i način obrazovanja čuvara države (vojska).
- U VI-VIII knjigama, Platon definiše filozofe zato što oni predstavljaju idealne vladare takve zajednice. Filozofi moraju postati kraljevi ili kraljevi moraju postati filozofi. Alegorija o pećini predstavlja centralni deo čitave knjige u kome se raspravlja o prirodi našeg obrazovanja i potrebi za njim.
- U VIII-X se raspravlja o modalitetima najboljeg (i najgoreg) državnog uređenja: timokratiji, oligarhiji, demokratiji i tiraniji. Savremeni čitaoci i teoretičari percipiraju ovo Platonovo delo pre kao teoretsko, negoli praktično uputstvo za dobro upravljanje državom.[5]

### Prva knjiga
Na početku knjige I, Sokrat se vraća sa verskog festivala sa svojim prijateljem Glaukonom. Uskoro nailaze na Polemarha, Adeimanta, kada ih Polemarh ubedi da odu do njegove kuće, gde grupa nailazi na Polemarhovog starog oca, Kefala. Sokrat i stariji čovek počinju raspravu o vrlinama starosti. Ova diskusija se brzo okreće ka temi pravde.
O vrlini starosti, Kefal govori sledeće:
| „ | A bio sam jednom i kod pesnika Sofokla kad ga je neko pitao: „O Sofokle, kako se ti odnosiš prema ljubavi? Jesi li još sposoban da opštiš sa ženom?" On mu je odgovorio: „Ćuti, čoveče, radostan sam što sam umakao besnom i svirepom despotu." I tada mi se činilo, a ni sada mi ne izgleda manje lepo ono što je kazao. Jer u starosti nastupa potpuni mir i oslobođenje od takvih stvari. Kad strasti prestanu da nas gone i muče, onda Sofoklova reč postaje potpuno istinita; znači: oslobodili smo se mnogih i besnih gospodara. Ali krivica za sve to i za uvrede od strane ukućana i rođaka nije do starosti, ο Sokrate, već samo u naravi čovekovoj. | ” |

Kefal, bogati i ugledni starešina grada i domaćin, prvi je ponudio definiciju pravde. Kefal deluje kao zastupnik grčke tradicije. Njegova definicija pravde je pokušaj da se artikuliše osnovna heziodijska koncepcija: da pravda znači poštovati svoje zakonske obaveze i biti pošten. Sokrat pobeđuje ovu formulaciju suprotnim primerom, govoreći da vraćanje oružja ludaku ne donosi ništa dobro, jer iako mu to oružje zakonski pripada, ipak bi to bio nepravedan čin, jer će time ugroziti živote drugih ljudi. Dakle, ne može biti slučaj da pravda nije ništa drugo do poštovanje zakonskih obaveza i iskrenost.
Kefalov sin Polemarh nastavlja diskusiju. On postavlja novu definiciju pravde: pravda znači da se prijateljima duguje pomoć, a neprijateljima zlo. Iako se ova definicija može činiti drugačija nego ona koju predlaže Kefal, one su blisko povezane. Oni dele osnovni imperativ da svakom daju ono što zaslužuje i šta mu odgovara. Ovaj imperativ će postati temelj Sokratovog načela pravde u kasnijim knjigama.
Sokrat otkriva mnoge nedoslednosti u ovom gledištu. On ističe da se čovek može zavarati u percepciji i naneti štetu prijatelju, a pomoć neprijatelju. Takođe, nisu uvek najbolji prijatelji i najbolji ljudi, a neprijatelji loši. Sokrat ističe da postoji određena nedoslednost u ideji da se ljudima nanese pravda.
Sve ovo služi kao uvod za Trasimaha, sofistu. Kroz Sokratovo ispitivanje Polemarha i Kefala, može se primetiti da je popularno mišljenje o pravdi nezadovoljavajuće. Trasimah pokazuje loš rezultat ove zabune: sofističku kampanju da u potpunosti ukloni pravdu i moralne standarde. Trasimah, ljutito upadajući u diskusiju, izjavljuje da ima bolju definiciju pravde. On govori da je pravda prednost jačih i kako pravda nije isplativa, jer ide u korist drugim ljudima, a ne osobi koja je čini. Trasimah ovde pretpostavlja da je pravda neprirodno ograničenje ljudske prirodne želje da steknu više. Pravda je za njega konvencija koja je nametnuta i od nje nema koristi, kao i da je potpuno racionalno zanemariti pravdu.
Teret rasprave je porastao. U početku je jedini izazov bilo definisanje pravde, a sada se mora definisati i dokazati da je vredno činiti je. Sokrat ima tri argumenta protiv Trasimahove tvrdnje. Prvi argument tera Trasimaha da prizna da gledište koje zastupa promoviše nepravdu kao vrlinu. Prema ovom gledištu, život se posmatra kao neprestano takmičenje da se dobije više (više novca, više moći itd), a onaj ko je najuspešniji u tome ima najveću vrlinu. Sokrat tada nastavlja dugačak i složen lanac zaključivanja koji ga navodi na zaključak da nepravda ne može biti vrlina, jer je suprotna mudrosti, koja je vrlina. Nepravda je suprotna mudrosti jer mudar čovek koji je vešt u nekoj umetnosti nikada ne pokušava da pobedi one koji poseduju istu umetnost. Matematičar, na primer, nikada nije konkurencija drugim matematičarima.
Sokrat zatim prelazi na novi argument. Shvatajući pravdu sada kao pridržavanje određenih pravila koja omogućavaju zajedničkom delovanju grupe, Sokrat ističe da je za postizanje bilo kog od ciljeva koje je Trasimah ranije hvalio kao poželjne, potrebno je biti bar umeren samo u smislu pridržavanja tih pravila. Konačno, on tvrdi pošto je dogovoreno da je pravda vrlina duše, a vrlina duše znači zdravlje duše, pravda je poželjna.

### Druga knjiga
Sokrat veruje da je adekvatno odgovorio na Trasimahov argument i da je završio sa raspravom o pravdi, ali drugi nisu zadovoljni zaključkom do kog su došli. Glaukon, Platonov brat i jedan od Sokratovih mladih saputnika objašnjava šta bi želeo da uradi. Glaukon navodi da se sva dobra mogu podeliti u tri klase: stvari, koje su poželjne samo zbog njihovih posledica, kao što su fizička obuka i lečenje, stvari koje su poželjne radi njih samih, poput radosti i najvišu klasu, stvari koje su poželjne i zbog njihovih posledica i same po sebi, poput znanja, vida i zdravlja. Ono što bi Glaukon i ostali hteli da Sokrat dokaže da je pravda nije samo poželjna, već pripada najvišoj klasi poželjnih stvari: one koje su poželjne same po sebi i zbog njihovih posledica.
Glaukon ističe da većina ljudi svrstava pravdu u prvu grupu. Na pravdu gledaju kao na nužno zlo, koje sebi dopuštamo da trpimo kako bismo izbegli veće zlo koje bi nas zadesilo da ga uklonimo. Pravda proizlazi iz ljudske slabosti i ranjivosti. Pošto svi možemo od nepravdi, sklapamo društveni ugovor pristajući da budemo pravedni jedni prema drugima. Mi samo patimo pod teretom pravde, jer znamo da bismo bez toga patili još gore. Pravda nije nešto što se sprovodi samo zbog sebe, već nešto u šta se ulazi iz straha i slabosti.
Da bi naglasio svoju poentu, Glaukon se poziva na misaoni eksperiment.
| „ | Ovoj slobodi i mogućnosti ο kojoj govorim najbolje bi bilo kad d bismo imali onu moć koju je imao stari Liđanin Gig. Taj Gig je bio pastir u službi tadašnjeg lidijskog kralja. Jednom je padala jaka kiša i bio je zemljotres. Tada je pukao jedan deo zemlje i otvorila se pećina baš na onom mestu gde je on napasao stoku. On to primeti, zadivi se i siđe u pukotinu. Tamo je, kaže priča, video čudnovate stvari i jednog šupljeg bronzanog konja. Na tom konju bili su otvori i kad se pastir sagnuo, video je unutra mrtvaca većeg nego što su obični ljudi — tako mu se bar činilo. Leš nije imao na sebi ništa drugo sem zlatnog prstena na ruci. On ga uze i iziđe. Tada su se pastiri po običaju skupljali kako bi kralju javili šta se preko meseca desilo kod stada, pa je došao i on i poneo prsten sobom. Dok je sedeo u društvu sa drugima, slučajno okrenu kamen prstena prema sebi i prema unutrašnjoj strani ruke, i smesta postade nevidljiv za one koji su oko njega sedeli, tako da su oni ο njemu razgovarali kao da je otišao. I sam Gig se zadivi, uze prsten i ponovo ga okrenu tako da kamen bude spolja: čim ga je okrenuo, postao je vidljiv. Pošto je izvršio taj opit, pokušavao je da vidi ima li prsten zaista i uvek takvu moć; kad god bi kamen okrenuo iznutra, prema dlanu, postajao bi nevidljiv, a kad bi ga okrenuo spolja bio bi vidljiv. Kad je to video, uspe brzo da postane poslanik kod kralja. Približi se kraljici kao ljubavnik, sklopi sa njom zaveru protiv kralja, ubi ga i preuze kraljevsku vlast. — Kad bi, sad, postojala dva ovakva prstena, pa jedan od njih imao pravičan čovek, a drugi nepravičan, mislim da ne bi bilo tako čvrstog i prekaljenog čoveka koji bi ostao pravičan i hteo da ostavi tuđe na miru da ga ne dira... | ” |

Niko ne može poreći, tvrdi Glaukon, da bi se čak i najpravedniji čovek ponašao nepravedno da je imao ovaj prsten. Udovoljio bi svim svojim materijalističkim, moćnim i erotski požudnim željama. Ova priča dokazuje da su ljudi samo zato što se plaše kazne za nepravdu. Niko nije samo zato što je pravda sama po sebi poželjna.
Glaukon završava svoj govor pokušajem da pokaže da ljudi ne samo da više vole da budu nepravedni nego pravedni, već da je to za njih racionalno. On tvrdi da je savršeno nepravedan život prijatniji od savršeno pravednog života. Iznoseći ovu tvrdnju, on crta dva detaljna portreta pravednog i nepravednog čoveka. Potpuno nepravedan čovek, koji popušta svim svojim porivima, počašćen je i nagrađen bogatstvom. Potpuno pravedan čovek je, pak, prezren i jadan.
Njegov brat, Adeimant, upada i pojačava Glaukonove argumente tvrdeći da niko ne hvali pravdu zbog nje same, već samo zbog nagrada koje pravda omogućava i u ovom i u zagrobnom životu. On ponavlja Glaukonov zahtev da Sokrat pokaže da je pravda poželjna u odsustvu bilo kakvih spoljnih nagrada: da je pravda poželjna radi nje same, poput radosti, zdravlja i znanja.

### Treća knjiga
Sokrat nastavlja da raspravlja o sadržaju priča koje se mogu ispričati čuvarima, prelazeći na priče o herojima. Najvažnija funkcija ove klase priča je imunizacija mladih čuvara od straha od smrti. Heroji se nikada ne smeju predstavljati kao da se plaše smrti ili da više vole ropstvo nego smrt. Had - mesto mrtvih duša - nikada se ne sme predstavljati kao zastrašujuće mesto. Heroje nikada ne treba predstavljati kao da žale za slavnim ljudima i kao da je njihova smrt loša stvar. Heroje nikada ne treba prikazivati nasilnim, jer nasilne emocije u jednom smeru obično dovode do nasilnih emocija u drugom. Poput bogova, oni se uvek moraju prikazivati kao pošteni.
Glaukon postavlja pitanje o normalnim smrtnim muškarcima, ali Sokrat odlaže to pitanje. Ono što pesnici trenutno govore o muškarcima, ističe, jeste da nepravedni često uspevaju, a da su pravedni bedni. Oni hvale prve kao mudre i izjavljuju da je dobro biti nepravedan ako se neko može izvući.
Sokrat raspravlja o stilu priča koje će biti dozvoljene. On postavlja najprikladniji metar i pita se da li ove priče treba da budu u dramskoj ili lirskoj formi. Odavde prelazi na druge umetnosti, poput slikarstva i arhitekture. U svemu ovome - kao i u poeziji - zabranjuje umetnicima da predstavljaju likove koji su opaki, neobuzdani i bez milosti. Izuzimaju se sve karakteristike osim onih na koje bi se čuvari trebali ugledati.
Sokrat prelazi na ono što bi moglo izgledati kao iznenađujuća tema u diskusiji o obrazovanju: ispravna ljubav između dečaka i muškarca. Sokrat je smatrao da su takvi odnosi vitalni deo dečakovog obrazovanja. Njegova glavna poenta ovde je da upozori da se ne dozvoli da bilo koji seksualni odnos kontaminira ove odnose. Ne bi trebalo da uključuju erotski element, objašnjava on, samo čistu vrstu ljubavi.
Sledeća tema je fizičko obučavanje čuvara. Upozorava da bi ova obuka trebalo da liči na onu koja je uključena u obuku za rat, a ne na onu kojom se bave sportisti. On naglašava koliko je važno pravilno balansirati muziku i poeziju sa fizičkim treningom. Previše fizičkog treninga učiniće čuvare divljacima, dok će ih previše muzike i poezije učiniti mekšim.
Sokrat propisuje medicinsku obuku koju treba obezbediti u pravednom gradu. Lekare treba obučiti za lečenje zdravih, koji pate od jedne, izlečive bolesti. Ne treba ih obučavati da se nose sa hroničnim bolesnicima. Oni koji pate od neizlečive fizičke bolesti treba da umru prirodnim putem. Oni koji pate od neizlečive mentalne bolesti trebalo bi da budu ubijeni.

### Četvrta knjiga
Adejmantus prekida Sokrata da bi istakao da biti vladar zvuči neprijatno. Pošto vladar nema privatno bogatstvo, on nikada ne može da ode na putovanje, da zadrži ljubavnicu ili da radi stvari za koje ljudi misle da ih čine srećnim. Sokrat odgovara podsećajući svoje prijatelje da njihov cilj u izgradnji ovog grada nije da usreće bilo koju grupu na račun bilo koje druge grupe, već da učine grad kao celinu što srećnijim koliko mogu. Ne mogu čuvarima pružiti onu vrstu sreće koja bi ih učinila nečim drugim osim čuvarima. On upoređuje ovaj slučaj sa izgradnjom statue. Najlepša boja na svetu, kaže on, je ljubičasta. Dakle, ako bi namera bila da oči statue učine što lepšim, obojiće ih ljubičastom bojom. Pošto nijedno ljudsko biće zapravo nema ljubičaste oči, to bi umanjilo lepotu statue u celini, tako da se oči ne boje u ljubičasto. Na statui, kao i u gradu, moraju da se pozabave svakim delom na odgovarajući način, da bi situacija bila najbolja za celinu.
Sokrat nastavlja da se bavi sa nekoliko tema u vezi sa životnim stilom čuvara. On kaže Adejmantu koji voli novac da u gradu neće biti ni bogatstva ni siromaštva jer neće biti novca. Adejmant prigovara da se grad bez novca ne može odbraniti od osvajača, ali Sokrat podseća Adejmanta da će njihov grad imati najbolje ratnike i ističe da bi im svaki susedni grad rado pritekao u pomoć ako bi mu obećali sav ratni plen. Sokrat ograničava veličinu grada, upozoravajući da on ne postane toliko velik da se njime više ne može dobro upravljati u okviru sadašnjeg sistema. On predlaže da staratelji iznad svega čuvaju sopstveno osnovno obrazovanje i da dele sve što im je zajedničko, uključujući žene i decu. On izjavljuje da pravedni grad nema koristi od zakona. Ako se obrazovanje staratelja odvija kako je planirano, onda će staratelji biti u poziciji da odlučuju o svim pitanjima politike koja se pojave. Sve o čemu razmišljaju kao o zakonu mogu prepustiti sudu pravilno obrazovanih vladara.
Sokrat proglašava pravedni grad potpunim. Pošto je ovaj grad stvoren da bude najbolji mogući grad, on treba da ima sve vrline. Da bismo definisali ove vrline, sve što treba da uradimo je da pogledamo u naš grad i da ih identifikujemo. Zato ćemo sada tražiti svaku od četiri vrline: mudrost, hrabrost, umerenost i pravdu.
Mudrost leži u čuvarima zbog njihovog znanja o tome kako treba voditi grad. Da ne vladaju čuvari, da je demokratija, recimo, njihova vrlina se ne bi prevodila u vrlinu grada. Ali pošto su oni glavni, njihova mudrost postaje vrlina grada. Hrabrost leži u pomoćnicima. Samo se njihova hrabrost računa kao vrlina grada jer oni su ti koji se moraju boriti za grad. Hrabar zemljoradnik, pa čak i vladar, ne bi učinio ništa dobro gradu. Umerenost i pravda, za razliku od mudrosti i hrabrosti, rasprostranjeni su po celom gradu. Umerenost se poistovećuje sa dogovorom o tome ko treba da vlada gradom, a pravda je, konačno, njegova dopuna — princip specijalizacije, zakon da svi rade posao za koji najviše odgovaraju.
U jednom smislu, Polemarh i Kefal nisu bili tako daleko od cilja. Međutim, prateći tradicionalna shvatanja, oni su o pravdi razmišljali kao o skupu akcija, a ne kao o strukturi društva, fenomenu koji se širi na grad u celini.
Pored definicije pravde, u ovom odeljku su i definicije četiri druge vrline. Hrabrost grada, kaže Sokrat, nalazi se u pomoćnim jedinicama, jer će samo njihova hrabrost uticati na grad u celini. Ipak, odmah nakon što je izneo ovu tvrdnju, nastavlja da kaže da ono što poseduju pomoćnici nije samo hrabrost, već nešto što on naziva „građanskom hrabrošću“. Mnogi naučnici su građansku hrabrost tumačili kao neku vrstu hrabrosti drugog reda. Ono što pomoćnici imaju, kaže nam Sokrat, jesu ispravna verovanja o tome čega se treba bojati, a čega se ne plašiti. Njihova hrabrost je zasnovana na verovanju, a ne na znanju. Kasnije u knjizi, on ukazuje na to da prava vrlina mora biti zasnovana na znanju, sugerišući da će vrlina zasnovana na navici ili verovanju, a ne na znanju, propasti kada situacija postane veoma teška. Pošto samo čuvari poseduju znanje, samo čuvari mogu biti istinski vrli ili hrabri.
Sada kada je Sokrat identifikovao društvenu pravdu, on se okreće traženju individualne pravde. Pravda u pojedincu, kao i u gradu, uključuje ispravan odnos moći među delovima, pri čemu svaki deo zauzima odgovarajuću ulogu. U pojedincu, „delovi“ nisu klase društva; umesto toga, oni su aspekti duše—ili izvori želje.
Da bi rekao da je individualna pravda paralelna sa političkom, Sokrat mora tvrditi da postoje tačno tri dela duše. Katalogizacijom različitih ljudskih želja, on identifikuje racionalni deo duše koji žudi za istinom, duhoviti deo duše koji žudi za čašću i deo duše koji žudi za svim ostalim, uključujući hranu, piće, seks, a posebno novac. Ova tri dela duše odgovaraju trima staležima u pravednom gradu. Apetit, ili deo koji voli novac, je aspekt duše koji je najistaknutiji među proizvodnom klasom; duh ili častoljubivi deo je najistaknutiji među pomoćnicima; a razum, ili deo koji voli znanje, dominira kod čuvara.
Pravi odnosi između tri dela duše odražavaju pravedne odnose među klasama društva. U pravednoj osobi, racionalni deo duše vlada ostalim delovima, a duhoviti deo deluje kao pomoćnik u održavanju apetita. Ono što znači da jedan deo duše „vlada“ drugima jeste da cela duša sledi želje tog dela. U duši kojom vlada duh, na primer, cela duša teži da postigne čast. U duši kojom vlada apetit, cela duša ima za cilj da ispuni ove apetite, bilo da se radi o hrani, piću, seksu, finim materijalnim dobrima ili hordama bogatstva. U pravednoj duši, duša je u potpunosti usmerena ka ispunjavanju svih želja koje voli znanje koje proizvede razum.
Sokrat je sada u potpunosti ispunio svoj prvi cilj: identifikovao je pravdu i na političkom i na individualnom nivou. Ipak, dajući izveštaj o pravdi, on je odstupio od intuitivnih predstava o tome šta je ova vrlina. Ljudi su skloni da razmišljaju o pravdi kao o skupu postupaka, ali Sokrat tvrdi da je pravda zaista rezultat strukture duše. Nakon što identifikuje individualnu pravdu, on pokazuje da će se osoba čija je duša u pravom rasporedu ponašati u skladu sa intuitivnim normama pravde. On treba da pokaže da pojam pravde do kojeg je došao u suprotnosti sa našim intuicijama — da ovaj pojam objašnjava naše intuicije. Sokrat ističe da pošto pravednom osobom vlada ljubav prema istini, on neće biti u rukama požude, pohlepe ili želje za čašću. Zbog ovoga, tvrdi Sokrat, može se biti siguran da on nikada neće ukrasti, izdati prijatelje ili svoj grad, počiniti preljubu, ne poštovati svoje roditelje, prekršiti zakletvu ili sporazum, zanemariti bogove ili počiniti bilo koja druga dela koja se obično smatraju nepravednim. Njegova snažna ljubav prema istini slabi porive koje mogu dovesti do poroka.

### Peta knjiga
U prvoj od nekoliko radikalnih tvrdnji koje iznosi u ovom odeljku, Sokrat izjavljuje da će žene biti odgajane i obučene zajedno sa muškarcima, dobijajući isto obrazovanje i preuzimajući iste političke uloge. Iako priznaje da u mnogim aspektima muškarci i žene imaju različite prirode, on veruje da u relevantnom pogledu – podela na željne, duhovite i racionalne ljude – žene padaju po istim prirodnim linijama kao i muškarci. Neki su prirodno željni, neki prirodno raspoloženi, a neki prirodno racionalni. Idealan grad će ih tretirati i koristiti kao takve.
Sokrat zatim raspravlja o zahtevu da svi supružnici i deca budu zajednički. Za staratelje, seksualni odnos će se odvijati samo tokom određenih perioda u godini, koji su označeni kao festivali. Muškarci i žene će na ovim festivalima postati muževi i žene otprilike tokom trajanja seksualnog odnosa. Parovi će biti određeni žrebom. Neki od ovih ljudi, oni koji su najviše vredni divljenja i koje najviše žele da reprodukuju, mogu imati do četiri ili pet supružnika na jednom od ovih festivala. Sva deca proizvedena na ovim festivalima parenja biće oduzeta od svojih roditelja i zajedno odgajana, tako da niko ne zna koja deca potiču od kojih odraslih. Ni u jednom drugom periodu u godini seks nije dozvoljen. Ako staratelji imaju seks u neodređeno vreme i dobije se dete, podrazumeva se da to dete mora biti ubijeno.
Da bi izbegli neobuzdani nenamerni incest, staratelji moraju svako dete rođeno između sedam i deset meseci nakon parenja smatrati svojim. Ova deca, zauzvrat, tu istu grupu odraslih moraju smatrati svojim roditeljima, a jedni druge braćom i sestrama. Seksualni odnosi između ovih grupa su zabranjeni.
Sokrat objašnjava da su ova pravila rađanja jedini način da se obezbedi jedinstven grad. U većini gradova lojalnost građana je podeljena. Njima je stalo do dobra celine, ali im je još više stalo do sopstvene porodice. U pravednom gradu svi se smatraju porodicom i tretiraju se kao takvi. Nema podeljenih lojalnosti. Kako kaže Sokrat, svi u gradu govore „moje“ o istim stvarima. Grad je jedinstven jer deli sve njegove ciljeve i brige.
Poslednje pitanje koje treba postaviti je da li je ovo verodostojan uslov — da li se od bilo koga može tražiti da se pridržava ovog načina života, bez porodičnih veza, bez bogatstva i bez romantičnih prekida. Ali pre nego što odgovori na ovo pitanje, Sokrat se bavi još nekoliko pitanja koja se odnose na životni stil čuvara, a sva se odnose na rat. On navodi da decu koja se obučavaju da postanu staratelji treba odvesti u rat kako bi mogli da gledaju i uče umetnost kao i svaki mladi šegrt. Preporučuje da se stave na konje kako bi u slučaju poraza pobegli. On takođe objašnjava da će svakom ko se bude kukavički ponašati u ratu biti oduzeta uloga čuvara. On završava razgovorom o odgovarajućem načinu na koji se treba nositi sa poraženim neprijateljima. Kada su u pitanju grčki neprijatelji, on naređuje da se pobeđeni ne porobe i da se njihova zemlja ne uništava na bilo koji način. To je zato što su svi Grci zaista braća, i na kraju će među njima ponovo biti mir. Kada su u pitanju varvarski – to jest, negrci – neprijatelji, sve je moguće.
Platon se zalaže za jednako obrazovanje žena u V knjizi, ali bi bilo netačno misliti da je Platon verovao u savremenu predstavu o ravnopravnosti polova. On u ovom odeljku navodi da su žene inferiorne u odnosu na muškarce na sve načine, uključujući i intelekt. Nije mogao pomisliti da su sve žene inferiorne od svih muškaraca, inače podela žena na tri klase ne bi imala smisla. Umesto toga, verovao je da su unutar svake klase žene inferiorne u odnosu na muškarce. Tako bi, na primer, žene staratelji bile superiornije u odnosu na muškarce druge dve klase, ali inferiornije u odnosu na većinu muškaraca svoje klase.
Što se tiče šire teme porodičnog života, mogli bismo se zapitati zašto su zajedničke porodice ograničene na klasu staratelja. S obzirom da se ovaj aranžman nudi kao garancija patriotizma, preventivni udar protiv podeljenih lojalnosti, zašto bi se on odnosio samo na ovu klasu društva? Prvo što treba istaći u vezi sa ovom temom je da se ograničenja porodičnog života verovatno odnose i na starateljsku i na pomoćnu odeljenje. Ove dve klase se, na kraju krajeva, zajedno odgajaju i obrazuju sve do adolescencije kada se vladari biraju kao najbolji u grupi, pa su šanse da im je i životni stil isti. Platon je često neuredan sa terminom „čuvar“, koristeći ga da se ponekad odnosi samo na vladare, a ponekad i na vladare i ratnike. Verovatno je da se ograničenje ličnog bogatstva odnosi i na pomoćne osobe.
Jedina klasa koja je izostala iz ovog zahteva su proizvođači. Pošto proizvođači nemaju mnogo veze sa političkim životom grada – ne moraju da donose nikakve odluke koje se odnose na grad, niti da se bore u ime grada – njihov patriotizam nije bitan. Kao što smo videli da hrabri zemljoradnik ne čini dobro za grad u celini, rodoljubivi zanatlija ili lekar je nebitan sa stanovišta dobrobiti društva. Jedini politički zadatak proizvođača je da se povinuju.
Sokrat je odugovlačio dovoljno dugo i mora da objasni kako se čuvari mogu naterati da žive na ovaj bizaran način. Njegov odgovor je najradikalnija tvrdnja do sada. Naš sistem je moguć samo, kaže, ako su vladari filozofi. Tako on uvodi koncept kralja-filozofa, koji dominira ostatkom Republike.
Da bi podržao ovu šokantnu tvrdnju, Sokrat mora da objasni, naravno, šta misli pod pojmom „filozof“. Jasno je da on ne može da misli na ljude koji se trenutno nazivaju „filozofima“, pošto ti ljudi ne izgledaju sposobni da vladaju. Prvi korak u predstavljanju pravog filozofa jeste razlikovanje ovih posebnih ljudi od grupe pseudo-intelektualaca koje Sokrat naziva „ljubiteljima prizora i zvukova“. Ljubitelji prizora i zvukova su esteti, diletanti, ljudi koji zahtevaju stručnost u određenoj temi lepote.
U razlikovanju filozofa od ljubitelja prizora i zvukova, teorija Formi prvo ulazi u Državu. Platon ne objašnjava preko Sokrata šta su Forme, ali pretpostavlja da je njegova publika upoznata sa teorijom. Forme, saznajemo u drugim platonskim dijalozima, su večne, nepromenljive, univerzalne apsolutne ideje, kao što su Dobro, Lepo i Jednako. Iako se forme ne mogu videti — već samo umom shvatiti — one su odgovorne za pretvaranje stvari koje osećamo oko sebe u stvari koje jesu. Bilo šta crveno što vidimo, na primer, crveno je samo zato što učestvuje u Formi crvenog; bilo šta kvadratno je samo kvadratno zato što učestvuje u Formi kvadrata; sve lepo je lepo samo zato što učestvuje u Formi lepote, i tako dalje.
Ono po čemu se filozofi razlikuju od ljubitelja prizora i zvukova je to što oni shvataju ove Forme. Ljubitelji prizora i zvukova tvrde da znaju sve o lepim stvarima, ali ne mogu tvrditi da imaju bilo kakvo znanje o Formi lepog — niti čak priznaju da tako nešto postoji. Pošto se ljubitelji prizora i zvukova ne bave formama, tvrdi Sokrat, već samo čulnim pojedinostima – to jest određenim stvarima koje osećamo oko sebe – oni mogu imati mišljenje, ali nikada znanje. Samo filozofi mogu imati znanje, čiji su objekti Oblici.
Da bi podržao ovu drugu radikalnu tvrdnju — da samo filozofi mogu imati znanje — Sokrat slika fascinantnu metafizičku i epistemološku sliku. On sve postojanje deli na tri klase: ono što je potpuno, ono što nije ni na koji način, i ono što jeste i šta nije. Ono što je potpuno, kaže nam, potpuno je spoznato; ono što nikako nije predmet neznanja; ono što i jeste i što nije predmet je mišljenja ili verovanja. Jedine stvari koje su potpuno su Forme. Samo je Forma lepog potpuno lepa, samo je Forma slatkoće potpuno slatka, itd. Razumni detalji i jesu i nisu. Čak i najslađa jabuka je takođe pomešana sa malo kiselosti - ili ne-slatkosti. Čak i najlepša žena je obična — ili ne-lepa — kada se proceni prema određenim standardima. Dakle, možemo znati samo o formama, a ne o razumnim pojedinostima. Zato samo filozofi mogu imati znanje, jer samo oni imaju pristup Formi.

### Ostale knjige
Po Platonu država nastaje zato što niko nije sebi dovoljan. Činjenica je da su ljudi po prirodi određeni da bolje rade neke poslove, te je ova činjenica i podela rada preduslov razvoja države. Razlog stvaranja države leži u uzajamnom potpomaganju ljudi radi zadovoljavanja životnih potreba, i to na osnovu podele rada, jer svako je razlikuje po prirodnim sposobnostima. Najprostija država sastoji se iz malog broja građana, od kojih se jedni brinu za hranu, drugi za stan, treći za odeću i obuću itd. Ovo je primer zdrave države u koju kasnije dolaze doseljenici, te uskoro prostor te države postaje premalen i to izaziva rat.
Celi državni posao se deli na privredu, odbranu i upravu. Svaki od ovih poslova pripada određenom staležu, pa je Platon u svojoj idealnoj državi ljude podelio u tri staleža, a to su : vladari (filozofi), čuvari (vojnici) i treći stalež čine seljaci, radnici, zanatlije, trgovci, robovi.
Platon govori o čuvarima države. Prema njemu čuvarima je potrebno da budu vaspitani, da budu prijatelji i da budu nemilosrdni prema neprijateljima. Da bi to postigli moraju se obrazovati fizički i muzički.Kao prvi oblik vaspitanja su mitovi, i to samo oni mitovi i priče koje će pogodovati razvoju čuvara. Hrabrost, plemenitost, pobožnost su vrline čuvara.Fizičko vaspitanje služi telu. Ako se čuvar previše posveti muzici onda on postaje slab borac, dok će preterivanje u fizičkom obrazovanju stvoriti jakog i hrabrog borca.
Pošto je najbolji u svom poslu onaj koji je u njemu najpogodniji, te će vladar države biti iz redova čuvara. On mora da prođe niz provera sposobnosti i otpornosti na poroke. Čuvari se ne smeju loše ponašati prema građanima. Oni će imati poseban tretman stanovanja, neće imati vlastitu svojinu, a nagrada će im biti ono što im građani donesu kao zahvalnost za službu. Ješće zajedno s drugima, i biće im zabranjeno da koriste zlato i srebro, jer su bogovi u njih ugradili i zlato i srebro. Ako steknu sopstvenu zemlju, postaće zemljoradnici i upravnici, umesto čuvari i vladari i uz to će postati više obazrivi na unutrašnje nego na spoljašnje neprijatelje, te će se cela država početi raspadati.
Svako treba da se bavi onim za što je najsposobniji, a čuvari najbolje čuvaju kada se potpuno razlikuje npr.zemljoradnika.
U državi ne sme biti bogatstva i siromaštva, jer i jedno i drugo slabi sposobnost pojedinaca. Zato će u spoljnoj politici država sav plen davati saveznicima, čime će ih pridobijati. Te države neće postajati moćnije, jer će u njima tada biti više država, bogataša i siromaha. Kod takvog neprijatelja uvek možeš novcem da jedan deo okreneš protiv drugog.
Sudsko i lekarsko zanimanje biće uređeno zakonodavstvom, a oba će se brinuti o građanima koji su telesno i duševno zdravi, dok će telesno bolesne i slabe pustiti da umru, a duševne bolesnike će osuditi na smrt.
Država koja je ovako uređena zaslužuje da se naziva mudrom, hrabrom i pravičnom. Mudrost se nalazi kod onih koji upravljaju državom. Hrabrost se nalazi u staležu čuvara. Pravičnost znači obavljati svoj posao. Ako pojedinci obavljaju posao koji najbolje znaju i za koji su sposobni država će biti pravična.
Platon je veliku pažnju posvetio zajednici žena i dece. Žene čuvari moraju da dobiju isto vaspitanje i obrazovanje kao muškarci čuvari. Sokrat dalje navodi da te žene moraju pripadati svim čuvarima, i ne smiju živeti sa jednim čuvarem. I deca, takođe, moraju biti zajednička, a roditelji ne smiju poznavati svoju decu. To može dovesti do nekontrolisanog mešanja, što država ne može dopustiti. Pravilo je, dakle, da najbolji ljudi što češće imaju odnos s najboljim ženama, da bi se izrodila najbolja deca. Hrabri i snažni ratnici dobijaće najbolje žene, a decu će odgajati država, hraniće ih majke, ali tako da ne znaju koje je njihovo dete. Svako oplođavanje van dozvoljenih godina biće sankcionisano, a nakon tih godina biće dozvoljeno uzimanje žena za saputnice. Pošto se neće znati ko je kome roditelj, žene i muškarci će smatrati svojom decom svu decu, a ta deca će smatrati svojom braćom i sestrama drugu decu. U rat idu zajedno, vode i stariju decu sa sobom, da bi neposredno učila veštinu. Ovi ratnici neće uzimati druge Grke za robove, već samo varvare. Od palih Grka uzimaće samo oružje i neće ih pljačkati. Državni ratnici neće pljačkati ni zemlju hramove, neće paliti kuće niti smatrati sve za neprijatelje, već samo mali broj, jer su svi Grci.
U državi filozofi moraju postati kraljevi, ili sadašnji kraljevi postati filozofi. On moraju postati najbolji čuvari države i zakona.
Da bi se pronašli pravi vladari, potrebno je čuvare baciti na niz ispitivanja, jer je najteže naći takvog čovjeka, takvu prirodu, koja je i sklona učenju i nepobjedljiva u borbi. Kada se nađe najbolja osoba za to, filozofi se moraju pobrinuti da ta osoba ne odbija da služi sreći drugih, jer je moguće da će napustiti svakodnevna zanimanja.
Filozof može da postane vladar tek nakon pedesete godine, kada je prošao sva moguća vaspitanja i obrazovanja. Kada jednom na tronu budu filozofi, oni će iz države isterati sve starije od deset godina, zadržaće decu i početi da ih odvikavaju od dotadašnjih običaja.
Timokratija, oligarhija, demokratija i tiranija su četiri oblika državnog uređenja koja su lošija od države. Sva četiri uređenja Platon smatra bolestima države
- Timokratija: aristokratija prelazi u timokratiju kada dođe do razdora među vladarima.
- Oligarhija: ono uređenje koje se zasniva na proceni imovine, u kojem vladaju bogataši, a siromasi ne učestvuju u vlasti. Ta je država višestruka, jer je podeljena na bogate i siromašne i oni žive u neprijateljstvu. Država sa ovim uređenjem bi slabo ratovala, jer bi nerado naoružavali siromašne, jer ratovanje košta, a oni ne žele da troše bogatstvo.
- Demokratija: oligarhija sama dovodi ljude do ruba propasti. Kada siromašni vide da su vladari loši i nesposobni kreću u pobunu protiv njih. Demokratija nastaje kada siromašni pobede bogataše. U početku će vladati sloboda i svako će raditi šta hoće. Demokratski čovek nastaje od oligarhičnog, kada neka od njegovih pobuna dobije pomoć sa strane, pa dođe do unutrašnjih sukoba. Zavisno od okruženja, pobeđuje čas jedna, čas druga strana. Taj čovek krade, upravlja filozofima.
- Tiranija (tiranida): nezasitost za onim što se najviše ceni, uništava državno uređenje. Oligarhiju je uništilo bogaćenje, a demokratiju će uništiti sloboda. Svi postaju jednaki, stariji počinju da se plaše mlađih, stranci se izjednačuju sa starosedeocima. Narod bira novog vladara koji postaje tiranin. Kada jednom dođe na vlast, uvek će počinjati neke ratove kako bi narod imao potrebu za vođom, tako će ljudi siromašiti pa će se baviti sobom,i u rat idu nespremni. Tiranin je, stoga, uvek oprezan i gleda da li ima neprijatelja koji bi mu stajali na putu.

## Relevantni članci
- Platon
- Zakoni

## Prevodi na engleski jezik
- Rowe, Christopher (2012). Plato: Republic. London: Penguin.
- Sachs, Joe (2007). Plato: Republic. Newburyport: Focus Publishing.
- Allen, R.E. (2006). Plato: The Republic. New Haven: Yale University Press.
- Reeve, C.D.C. (2004). Plato: The Republic. Indianapolis: Hackett.
- Griffith, Tom (2000). Plato: The Republic. Cambridge: Cambridge University Press.
- Waterfield, Robin (1994). Plato: Republic. Translated, with notes and an introduction. Oxford: Oxford World's Classics.
- Grube, G.M.A. (1992). Plato: The Republic. Revised by C.D.C. Reeve. Indianapolis: Hackett.
- Bloom, Allan (1991) [1968]. The Republic of Plato. Translated, with notes and an interpretive essay. New York: Basic Books.
- Lee, Desmond (1987) [1974, 1955]. Plato: The Republic. Translated with an Introduction. London: Penguin Books.
- Sterling, Richard W.; Scott, William C. (1985). Plato: Republic. London: W. W. Norton & Company.
- Larson, Raymond (1979). Plato: The Republic. Wheeling: Harlan Davidson.
- Cornford, F.M. (1941). The Republic of Plato. New York & London: Oxford University Press.
- Shorey, Paul (1930). Plato: Republic. Edited, translated, with notes and an introduction. London: W. Heinemann.
- Davies, John L.; Vaughan, David J. (1929). The Republic of Plato. Translated into English, with an analysis and notes. London: Macmillan and Co.
- Lindsay, A.D. (1906). Plato: The Republic. London: J.M. Dent.
- Jowett, Benjamin (1871). Plato: The Republic.
- Burges, George (1854). Plato: The Republic, Timaeus and Critias. New and literal version. London: H.G. Bohn.
- Taylor, Thomas (1804). The Republic. London: R. Wilks.
- Spens, Harry (1763). The Republic of Plato in Ten Books. Glasgow: Robert and Andrew Foulis.

## Literatura
- Annas, Julia (1981). An Introduction to Plato's Republic. Oxford: Oxford University Press.
- Benardete, Seth (1989). Socrates' Second Sailing: On Plato's Republic. Chicago: University of Chicago Press.
- Blackburn, Simon (2007). Plato's Republic: A Biography. New York: Atlantic Monthly Press.
- Bosanquet, B. (1895). A Companion to Plato's Republic. London: Rivington, Percival & Co.
- Cairns, Douglas, ур. (2007). Pursuing the good. University of Edinburgh Press.
- Craig, Leon (1994). The War Lover: A Study of Plato's Republic. Toronto: University of Toronto Press.
- Cross, R.C. (1964). Plato's Republic: A Philosophical Commentary. London: Macmillan.
- Dixsaut, Monique (2005). études sur la république de platon. france: vrin.
- Ferrari, ed., G.R.F. (2007). The Cambridge Companion to Plato's Republic. Cambridge: Cambridge University Press.
- Howland, Jacob (1993). The Republic: The Odyssey of Philosophy. Philadelphia: Paul Dry Books.
- Hyland, Drew (1995). Finitude and transcendence in the Platonic dialogues.
- Kraut, Richard, ур. (1997). Plato's Republic: Critical Essays. Lanham: Rowman & Littlefield.
- LeMoine, Rebecca (2020). Plato's Caves: The Liberating Sting of Cultural Diversity. New York: Oxford University Press.
- Levinson, Ronald (1953). In Defense of Plato. Cambridge: Harvard.
- Lisi, Francisco, ур. (2007). The Ascent to the Good. London: Academia Verlag.
- Mayhew, Robert (1997). Aristotle's Criticism of Plato's Republic. Lanham: Rowman & Littlefield.
- McNeill, David (2010). An Image of the Soul in Speech. University Park: Pennsylvania State University Press.
- Mitchell, Basil; Lucas, J.R. (2003). An Engagement with Plato's Republic: A Companion to Plato's Republic. Aldershot: Ashgate.
- Murphy, N.R. (1951). The Interpretation of Plato's Republic. Oxford: Oxford U.P.
- Nettleship, Richard. (1898). Lectures on The Republic of Plato. London.
- Nettleship, Richard. (1935). The Theory of Education in Plato's Republic. London: Oxford.
- Ophir, Adi (1991). Plato's Invisible Cities. London: Routledge.
- Pappas, Nikolas (1995). Routledge Philosophy Guidebook to Plato and the Republic. London: Routledge.
- Piechowiak, Marek (2019). Plato's Conception of Justice and the Question of Human Dignity. Berlin: Peter Lang.
- Purshouse, Luke (2007). Plato's Republic. London: Continuum.
- Reeve, C.D.C. (1988). Philosopher-Kings: The Argument of Plato's Republic. Princeton: Princeton University Press.
- Rice, Daryl H. (1998). A Guide to Plato's Republic. Oxford: Oxford University Press.
- Roochnik, David (2003). Beautiful City. Ithaca: Cornell University Press.
- Rosen, Stanley (2005). Plato's Republic: A Study. New Haven: Yale University Press.
- Santas, Gerasimos, ур. (2006). The Blackwell Guide to Plato's Republic. Oxford: Blackwell.
- Santas, Gerasimos, ур. (2010). understanding Plato's Republic. Oxford: wiley-Blackwell.
- Sayers, Sean (1999). Plato's Republic: An Introduction. Edinburgh: Edinburgh University Press.
- Sesonske, Alexander, ур. (1966). Plato's Republic: Interpretation and Criticism. Belmont: Wadsworth.
- Sinaiko, Herman (1998). Reclaiming the Canon. New Haven: Yale University Press.
- Strauss, Leo (1964). The City and Man. Chicago: Rand McNally.
- White, Nicholas P. (1979). A Companion to Plato's Republic. Indianapolis: Hackett.
- Wild, John (1946). Plato's Theory of Man. Cambridge: Harvard.
- Wild, John (1953). Plato's Modern Enemies and the Theory of Natural Law. Chicago: University of Chicago.

## Spoljašnje veze
- Tekst "Države" (na engleskom):
  - Na Project Gutenberg: Benjamin Jowettov prevod na engleski (uključujući i njegov predgovor) : e-text N° 1497
  - Na Perseus Project: Tekst sa bilješkama (engleski i grčki)
  - Na MITu "Internetska arhiva klasika": Benjamin Jowettov prevod
  - RSSova verzija Država
- Diskusija o Platonovom tekstu (Popperova analiza):
  - Na Bookshelved Wiki
  - Na Meatball Wiki
- Tekstovi o etici i politici u "Državi" u Stanfordovoj filozofskoj enciklopediji